# Johann Gottfried Herrfurth
Johann Gottfried Herrfurth († 28. Oktober 1807 in der Elbe) war ein königlich-sächsischer Amtsverwalter und Rittergutsbesitzer. Er war Erb-, Lehn- und Gerichtsherr auf Tauschwitz mit Wichtewitz.

## Leben
Als kurfürstlich-sächsischer Amtsverwalter kaufte Johann Gottfried Herrfurth von der Adelsfamilie von Kirchbach im Jahre 1781 deren Rittergut Tauschwitz im Amt Mühlberg ab, zusätzlich pachtete er ab 1770 das Rittergut Großböhla. Im Jahre 1779 erneuerte er den Pachtvertrag über das Rittergut Großböhla durch Charlotte Elisabeth verwitwete von Krosigk, geborene von Miltitz.
Johann Gottfried Herrfurth starb durch einen dramatischen Unglücksfall am 28. Oktober 1807, als er in die Elbe stürzte und vom Wasser fortgeschwemmt wurde. Seine stark verweste Leiche konnte erst am 10. April 1808 geborgen und am darauffolgenden 14. April auf dem Friedhof in der Stadt Belgern beigesetzt werden. Nach dem Unfalltod Herrfurths und dem Auffinden seiner Leiche gab es unter seinen zahlreichen Kindern und Enkelkindern langwierige Auseinandersetzungen um das Erbe, da er kein Testament hinterlassen hatte und das Gut Tauschwitz kurz zuvor (1805) in ein Erbgut umgewandelt worden war, also auch die Töchter und Enkeltöchter Ansprüche auf das Lehngut erheben konnten. Nach Einigung über das Erbe übernahm der gleichnamige Sohn Johann Gottfried Herrfurth das Rittergut Tauschwitz. Er starb am 11. Dezember 1833.

## Familie
Johann Gottfried Herrfurth heiratete Johanna Barbara geborene Füllkeuß. Mit ihr hatte er sechs Kinder, die alle zwischen den Jahren 1767 und 1779 in der Kirche in Großböhla evangelisch getauft worden sind.